# Chapter 24
Pistes de The Piper at the Gates of Dawn
The Gnome The Scarecrow
Chapter 24 est une chanson du groupe de rock progressif Pink Floyd. La chanson, parue sur l'album The Piper at the Gates of Dawn, a été écrite par Syd Barrett. Les paroles sont inspirées du chapitre 24 du livre chinois Yì Jīng.

## I Ching
La traduction référencée par Barrett n'est pas connue, mais des phrases des paroles peuvent être trouvées dans la traduction de Richard Wilhelm et Cary Baynes de 1950, Le premier est plus poétique, mais le second est plus détaillé. Le chapitre 24 explique la signification de l'hexagramme Fû (复, signifie "retourner").
- "Tout mouvement s'accomplit en six étapes ..." - La ligne d'ouverture des paroles semble être tirée de la  instructions pour effectuer une divination, qui s'accomplit en six étapes, un pour chaque ligne de l'hexagramme, et est utilisé pour sélectionner un hexagramme et son chapitre correspondant. Ce sont des mots de la traduction de Richard Wilhelm en allemand, rendue en anglais par Cary F. Baynes. Le texte allemand du commentaire de Wilhelm au jugement est (I Ging. Das Buch der Wandlungen. Eugen Diederichs Verlag, Jena 1924): "Alle Bewegungen vollziehen sich in sechs Stufen. Die siebente Stufe bringt dann die Wiederkehr." et Baynes traduit : « Tous les mouvements s'accomplissent en six étapes, et la septième ramène. (voir aussi la ligne suivante).
- "... et le septième ramène..." - Un thème significatif de ce chapitre est que le sujet peut aller et venir librement sans grande difficulté, bien que la dernière ligne de l'hexagramme (la ligne du haut) prenne la position contraire . Un voyage de six jours est sous-entendu, et "dans sept jours vient son retour" (traduction de Legge).
- "...car sept est le nombre de la jeune lumière..." – Dans le texte allemand, Wilhelm écrit dans son commentaire au jugement : "Darum ist die Sieben die Zahl des jungen Lichts, die dadurch entsteht, dass die Sechs, die Zahl des grossen Dunkels, sich um eins steigert." et Baynes traduit littéralement : "Par conséquent, sept est le nombre de la jeune lumière, et il apparaît lorsque six, le nombre de la grande obscurité, est augmenté de un." "Young lumière" peut également faire référence au soleil au solstice d'hiver (voir ci-dessous).1 Comme les lignes dans les hexagrammes du I Ching sont vues monter d'en bas, la "jeune lumière" est la première ligne (ininterrompue) en bas. Dans ses commentaires au jugement du chapitre 24 du troisième livre du I Ching, Richard Wilhelm explique : « Nachdem die Kraft des Lichten im Zeichen Gou (Nr. 44, das Entgegenkommen) abzunehmen beginnt, kommt sie im Zeichen Fu nach sieben Wandlungen plus large." ce qui correspond en anglais à : "Après que le pouvoir de la lumière commence à décliner dans le signe Kou (n° 44, Coming to Meet) il revient dans le signe Fu (n° 24, Return / The Turning Point) après sept changements."
- "...le changement rend le succès..." – La première ligne de la traduction de Wilhelm et Baynes est : "Retour. Succès." – un résumé de l'hexagramme Fû.
- "... aller et venir sans erreur ..." - Cela fait référence à "entrer et sortir sans erreur" (de Wilhelm et Baynes, deuxième ligne de la traduction), et fait référence à la signification de la troisième ligne du hexagramme, en comptant à partir du bas (de Legge).
- "... l'action apporte la bonne fortune..." - Les première et deuxième lignes (à partir du bas) indiquent toutes deux "la bonne fortune".
- "... coucher de soleil, lever du soleil ..." (dernier mot ajouté dans les répétitions du refrain) - Cela fait référence au solstice d'hiver (voir ligne suivante): la nuit la plus longue de l'année, la plus longue durée entre le coucher et le lever du soleil .
- "Le temps est avec le mois du solstice d'hiver, quand le changement doit venir..." – Fû symbolise aussi le onzième mois, qui contient le solstice d'hiver, le jour le plus court de l'année, quand le la durée de la lumière du jour passe de plus en plus courte chaque jour à plus longue chaque jour.
- "... tonnerre dans l'autre cours du ciel ..." - Chaque hexagramme peut également être considéré comme deux trigrams : les trois rangées inférieures (trigramme intérieur) et les trois rangées supérieures (trigramme extérieur). Fû est composé de trigrammes pour le tonnerre et la terre. Les paroles peuvent faire référence par inadvertance à l'hexagramme "Wú Wàng" du chapitre 25, composé des trigrammes pour le tonnerre et le ciel.Cette analyse ne couvre pas toutes les lignes des paroles.

## Personnel
- Syd Barrett - chant, guitare, effet Larsen
- Roger Waters - basse, gong
- Richard Wright - orgue Farfisa, Pianet, harmonium, violoncelle, chœurs
- Nick Mason - Cymbale crash, Carillon tubulaire

## Liens
- (en) Sources
- Site officiel de Pink Floyd
- Site officiel de Roger Waters